# Calamophyllum
Calamophyllum (лат.) — род суккулентных растений семейства Аизовые (Aizoaceae) произрастающий на территории Капской провинции ЮАР.

## Название
Родовое латинское (научное) название Calamophyllum происходит от греческих слов kalamos — «перо» или «тростник», и phyllon — «лист», в связи с тонкими цилиндрическими листьями.

## Ботаническое описание
Представители рода — хохлатые многолетники, часто с видимыми междоузлиями, высотой до 20 см. Листья супротивные, скученные, +/- булавовидные, верхняя поверхность +/- плоская к вершине, голубовато-зеленые.
Цветки одиночные, верхушечные, 30-50 мм в диаметре; цветонос +/- такой же длины, как листья; открытие во второй половине дня. Чашелистиков 4, неравные. Лепестки располагаются в несколько рядов, иногда тупые или краевые, равномерно красные с белым центром. Тычинки белые или красные, с красными пыльниками. Завязь 10-12-гнездная.

## Таксономия
Calamophyllum Schwantes, первое упоминание в Z. Sukkulentenk. 3: 28 (1927).

### Виды
Подтвержденные виды (3) по данным сайта Plants of the World Online на 2023 год:
- Calamophyllum cylindricum (Haw.) Schwantes
- Calamophyllum teretifolium (Haw.) Schwantes
- Calamophyllum teretiusculum (Haw.) Schwantes